# Jonathan Asselin
Jonathan Asselin (* 4. Dezember 1958 in Montreal) ist ein kanadischer Springreiter.

## Leben
Asselin war Mitglied des kanadischen 2000er Olympicteams. 2008 war er Ersatzmann. Bei den  Pan American Games 2011 gehörte er ebenfalls zur kanadischen Mannschaft. Sein Sohn Ben Asselin und seine Stieftochter Kelly Koss sind ebenfalls im Sport aktiv.

## Pferde (Auszug)
- Spirit
- Rayana Chiara
- Coolio
- Showgirl
- Makavoy
- Lolita, Stute, Besitzer: Attache Stables, inzwischen von Ben Asselin geritten.

## Erfolge
- Bei den  Olympischen Sommerspielen 2000 in Sydney erreichte er mit Spirit den 9. Platz mit der Mannschaft.[1]